# Acuerdo de nivel de servicio
Un acuerdo de nivel de servicio (siglas ANS), también conocidas por las siglas SLA (del inglés Service Level Agreement), es un acuerdo escrito entre un proveedor de servicio y su cliente con objeto de fijar el nivel acordado para la calidad de dicho servicio. El ANS es una herramienta que ayuda a ambas partes a llegar a un consenso en términos del nivel de calidad del servicio, en aspectos tales como tiempo de respuesta, disponibilidad horaria, documentación disponible, personal asignado al servicio, etc.
Básicamente el ANS establece la relación entre ambas partes: proveedor y cliente. Un ANS identifica y define las necesidades del cliente a la vez que controla sus expectativas de servicio en relación con la capacidad del proveedor, proporciona un marco de entendimiento, simplifica asuntos complicados, reduce las áreas de conflicto y favorece el diálogo ante la disputa. 
También constituye un punto de referencia para el proceso de mejora continua, ya que el poder medir adecuadamente los niveles de servicio es el primer paso para mejorarlos y de esa forma aumentar los índices de calidad, KPI...

## Descripción
Un ANS es un acuerdo negociado entre dos partes donde una de ellas es el cliente y la otra un proveedor de servicios. Estos acuerdos pueden estar vinculados legalmente, o ser un contrato informal (relaciones inter-departamentales). Los contratos entre los proveedores de servicios y una tercera parte son habitualmente y de forma incorrecta, llamados también ANS, aunque el nivel de servicio ya ha sido definido por el cliente inicial y por lo tanto el acuerdo entre terceras partes no es más que un contrato.
Los ANS definen un punto de entendimiento común sobre servicios, prioridades, responsabilidades y garantías. Cada área de servicio debe tener un ANS definido, que comprenda los niveles de disponibilidad, servicio, rendimiento u otros atributos del servicio, como la facturación.
El nivel del servicio también puede ser especificado como objetivo y mínimo, de forma que los usuarios puedan saber qué esperar (mínimo), mientras se ofrece un objetivo que muestra el nivel de rendimiento. En algunos contratos pueden figurar penalizaciones en caso de incumplimiento de los ANS. Es importante remarcar que los acuerdos hacen referencia a los servicios que recibe el usuario, pero no a la forma en que el proveedor ofrece ese servicio.
Los ANS se han utilizado desde finales de los años 80 por parte de operadores de telecomunicaciones como parte de sus contratos con clientes empresariales. Esta práctica se ha extendido hasta tal punto que actualmente es habitual que un usuario firme un contrato con un proveedor de servicios que incluya una serie de ANS para prácticamente todos los mercados.
Los departamentos de grandes corporaciones han adoptado también el sistema de acuerdos de nivel de servicio respecto a los clientes internos, departamentos de la misma organización ya que mediante este sistema se logra mejorar la calidad del servicio.
Los ANS están, por su naturaleza, basados en los resultados del servicio recibido por el usuario como elemento del acuerdo. Las organizaciones también pueden definir y especificar el sistema por el que el servicio debe ser cumplido mediante una especificación (especificación del nivel de servicio). Este tipo de acuerdo recibe el nombre de input SLA, aunque este tipo de acuerdo ha quedado obsoleto ya que las organizaciones permiten a los proveedores seleccionar el método de cumplimiento de los acuerdos.

## Parámetros habituales
Los acuerdos de nivel de servicio pueden contener un alto número de parámetros con sus correspondientes objetivos de nivel de servicio. Un caso habitual en la Gestión de Servicio TI es un call center o service desk. Los parámetros designados habitualmente para estos casos incluyen:
- ABA (Abandonment Rate o ratio de abandono): Porcentaje de llamadas abandonadas mientras esperaban recibir atención telefónica.
- ASA (Average Speed to Answer o tiempo medio de atención): Tiempo medio normalmente medido en segundos, utilizado para que el service desk responda la llamada.
- TSF (Time Service Factor o factor del tiempo de servicio o Nivel de Servicio): Porcentaje de llamadas respondidas en un plazo de tiempo determinado, por ejemplo 80% en 20 segundos.
- FCR (First Call Resolution o resolución en la primera llamada): Porcentaje de llamadas recibidas que pudieron ser resueltas sin necesidad de una segunda llamada.
- TAT (Turn Around Time o tiempo de respuesta): Tiempo utilizado para completar una tarea determinada.

Los acuerdos de disponibilidad son otro tipo de parámetro muy habitual utilizado en los servicios como hosting o servidores dedicados. Algunos acuerdos habituales incluyen un porcentaje, tiempo de operación de la red, tiempos de mantenimiento, etc. Un gran número de ANS hacen referencias a especificaciones de ITIL cuando son utilizadas en el ámbito de las tecnologías de la información.
En líneas generales, para cualquier proceso de negocio -no sólo tecnológico- los Acuerdos de Nivel de Servicio deben reflejar de forma clara dos elementos: descripción de los servicios que se cubren bajo el ANS y el nivel operativo normal. Este último elemento (nivel operativo normal) es el gran olvidado de los niveles de servicio y, sin embargo, sin él no se puede dar el proceso de gestión de nivel de servicio; es decir, no existe el ANS.